# Denemarken op het Eurovisiesongfestival 2015
Denemarken nam deel aan het Eurovisiesongfestival 2015 in Wenen, Oostenrijk. Het was de 44ste deelname van het land op het Eurovisiesongfestival. DR was verantwoordelijk voor de Deense bijdrage voor de editie van 2015.

## Selectieprocedure
Reeds op 22 mei 2014 gaf het gastland van het Eurovisiesongfestival 2014 aan ook te zullen deelnemen aan de zestigste editie van het muziekfestival. Net zoals de voorbije jaren werd de Deense vertegenwoordiger voor het Eurovisiesongfestival ook dit jaar weer gekozen via de Dansk Melodi Grand Prix. Van 4 juli tot 8 september 2014 kregen artiesten de kans om een lied in te zenden, waarna een vakjury onder alle kandidaten zes tickets uitdeelde. Daarnaast nodigde de Deense openbare omroep zelf ook vier artiesten uit voor deelname. In totaal ontving DR 687 inzendingen, 185 minder dan in 2014.
Dansk Melodi Grand Prix 2015 vond plaats op zaterdag 7 februari 2015 in het Gigantium in Aalborg. De show werd net als in 2014 gepresenteerd door Jacob Riising, samen met Esben Bjerre Hansen. In tegenstelling tot de voorbije edities werd er dit jaar geen superfinale georganiseerd, maar stemden zowel vakjury als televoters slechts één keer. De regionale vakjury's werden dit jaar opnieuw uit de kast gehaald. De vijf Deense regio's, zijnde Hoofdstad, Midden-Jutland, Noord-Jutland, Seeland en Zuid-Denemarken mochten elk punten uitreiken, die dan samen de punten van de vakjury zouden bepalen, goed voor 50 % van het puntentotaal. Uiteindelijk ging Anti Social Media met de eindoverwinning aan de haal, waardoor de groep Denemarken mocht vertegenwoordigen in Wenen.

## Dansk Melodi Grand Prix 2015
| Plaats | Artiest                | Lied               | Jury | Publiek | Totaal |
| ------ | ---------------------- | ------------------ | ---- | ------- | ------ |
| 1      | Anti Social Media      | The way you are    | 56   | 48      | 104    |
| 2      | Anne Gadegaard         | Suitcase           | 40   | 58      | 98     |
| 3      | Julie Bjerre           | Tæt på mine drømme | 34   | 38      | 72     |
| 4      | Cecilie Alexandra      | Hotel A            | 40   | 18      | 58     |
| 5      | Babou                  | Manjana            | 22   | 35      | 57     |
| 6      | World of Girls         | Summer without you | 23   | 34      | 57     |
| 7      | Tina & René            | Mi amore           | 24   | 20      | 44     |
| 8      | Marcel & Soulman Group | Når veje krydses   | 26   | 18      | 44     |
| 9      | Andy Roda              | Love is love       | 17   | 8       | 25     |
| 10     | Sara Sukurani          | Love me love me    | 8    | 13      | 21     |

## In Wenen

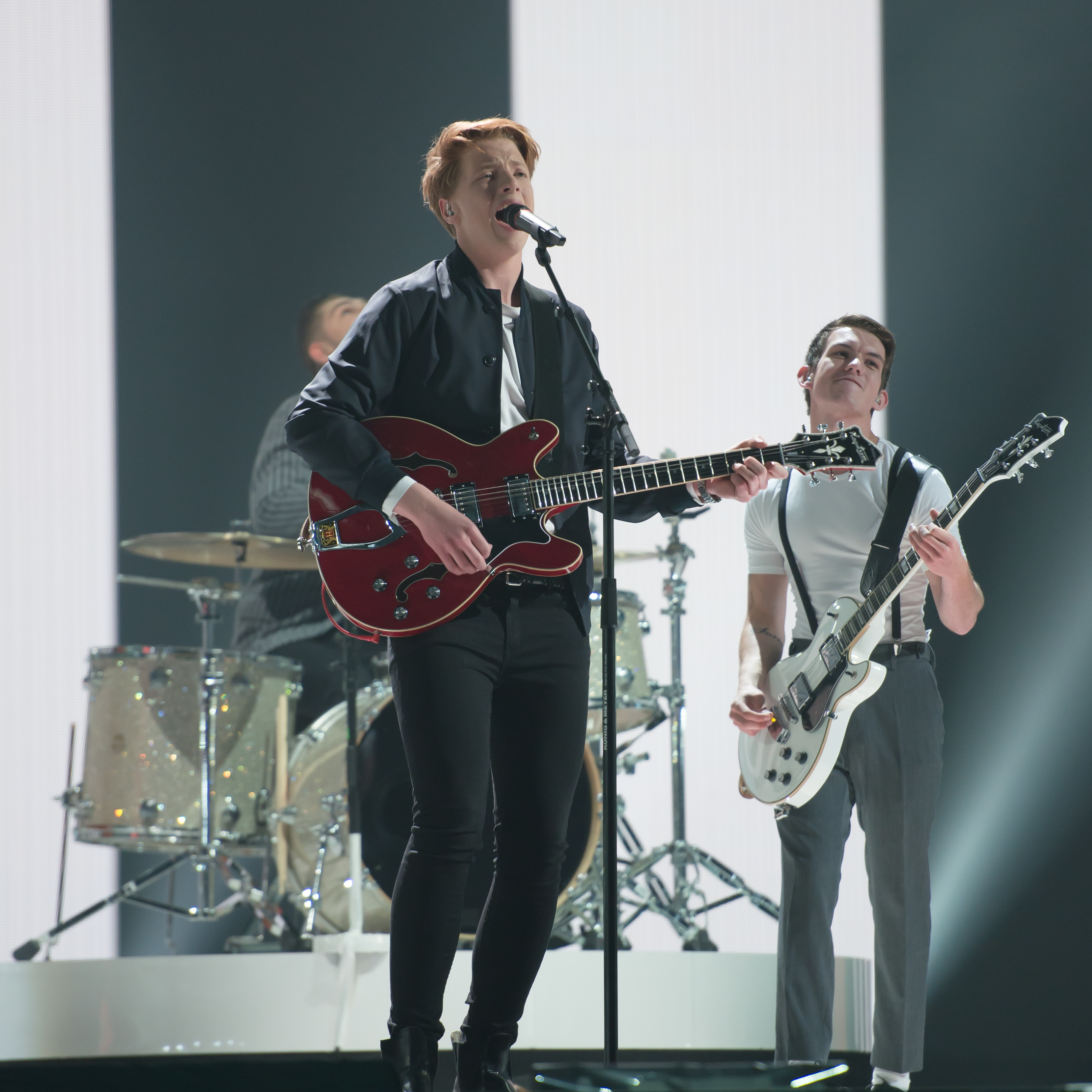
Anti Social Media in Wenen

Denemarken trad in Wenen in de eerste halve finale op dinsdag 19 mei aan. Anti Social Media trad als dertiende van de zestien landen aan, na Polina Gagarina uit Rusland en voor Elhaida Dani uit Albanië. Denemarken eindigde als dertiende met 33 punten, waarmee het voor het eerst in acht jaar uitgeschakeld werd in de halve finale.

### Punten gegeven aan Denemarken
| 12 punten  | 10 punten   | 8 punten    | 7 punten              | 6 punten                                               |
| ---------- | ----------- | ----------- | --------------------- | ------------------------------------------------------ |
|            |             |             | - Estland - Hongarije |                                                        |
| 5 punten   | 4 punten    | 3 punten    | 2 punten              | 1 punt                                                 |
| - Roemenië | - Australië | - Nederland | - Armenië             | - België - Finland - Griekenland - Oostenrijk - Spanje |

| Jury punten halve finale 1 | Jury punten halve finale 1  | Jury punten halve finale 1                     | Jury punten halve finale 1 | Jury punten halve finale 1 |
| 12 punten                  | 10 punten                   | 8 punten                                       | 7 punten                   | 6 punten                   |
| -------------------------- | --------------------------- | ---------------------------------------------- | -------------------------- | -------------------------- |
|                            | - Roemenië                  | - Hongarije                                    | - Nederland                |                            |
| 5 punten                   | 4 punten                    | 3 punten                                       | 2 punten                   | 1 punt                     |
| - Oostenrijk               | - België - Estland - Spanje | - Australië - Frankrijk - Griekenland - Servië | - Finland                  | - Albanië - Armenië        |

| Televoting punten halve finale 1 | Televoting punten halve finale 1 | Televoting punten halve finale 1 | Televoting punten halve finale 1             | Televoting punten halve finale 1 |
| 12 punten                        | 10 punten                        | 8 punten                         | 7 punten                                     | 6 punten                         |
| -------------------------------- | -------------------------------- | -------------------------------- | -------------------------------------------- | -------------------------------- |
|                                  |                                  |                                  |                                              | - Estland                        |
| 5 punten                         | 4 punten                         | 3 punten                         | 2 punten                                     | 1 punt                           |
|                                  | - Australië - Hongarije          |                                  | - Armenië - Finland - Moldavië - Wit-Rusland | - Roemenië                       |

### Punten gegeven door Denemarken

#### Eerste halve finale
Punten gegeven door Denemarken in de eerste halve finale:
| Punten    | Land        |
| --------- | ----------- |
| 12 punten | België      |
| 10 punten | Rusland     |
| 8 punten  | Estland     |
| 7 punten  | Nederland   |
| 6 punten  | Roemenië    |
| 5 punten  | Georgië     |
| 4 punten  | Hongarije   |
| 3 punten  | Wit-Rusland |
| 2 punten  | Finland     |
| 1 punt    | Servië      |

| Uitsplitsing jury/televoting | Uitsplitsing jury/televoting | Uitsplitsing jury/televoting | Uitsplitsing jury/televoting | Uitsplitsing jury/televoting | Uitsplitsing jury/televoting | Uitsplitsing jury/televoting | Uitsplitsing jury/televoting | Uitsplitsing jury/televoting | Uitsplitsing jury/televoting | Uitsplitsing jury/televoting |
| Volgorde                     | Land                         | S. Poppe                     | M. Skeel                     | A. David                     | L. Feder                     | T. Rosanes                   | Juryranking                  | Televoting                   | Eindranking                  | Punten                       |
| ---------------------------- | ---------------------------- | ---------------------------- | ---------------------------- | ---------------------------- | ---------------------------- | ---------------------------- | ---------------------------- | ---------------------------- | ---------------------------- | ---------------------------- |
| 01                           | Moldavië                     | 11                           | 14                           | 11                           | 1                            | 7                            | 11                           | 10                           | 13                           |                              |
| 02                           | Armenië                      | 12                           | 3                            | 14                           | 14                           | 13                           | 13                           | 15                           | 15                           |                              |
| 03                           | België                       | 9                            | 2                            | 1                            | 5                            | 3                            | 3                            | 1                            | 1                            | 12                           |
| 04                           | Nederland                    | 2                            | 1                            | 2                            | 6                            | 6                            | 2                            | 9                            | 4                            | 7                            |
| 05                           | Finland                      | 15                           | 15                           | 15                           | 15                           | 15                           | 15                           | 4                            | 9                            | 2                            |
| 06                           | Griekenland                  | 5                            | 9                            | 10                           | 3                            | 11                           | 8                            | 11                           | 11                           |                              |
| 07                           | Estland                      | 10                           | 10                           | 9                            | 10                           | 4                            | 9                            | 2                            | 3                            | 8                            |
| 08                           | Noord-Macedonië              | 4                            | 7                            | 3                            | 13                           | 5                            | 5                            | 14                           | 12                           |                              |
| 09                           | Servië                       | 13                           | 13                           | 13                           | 12                           | 10                           | 14                           | 5                            | 10                           | 1                            |
| 10                           | Hongarije                    | 6                            | 12                           | 12                           | 4                            | 9                            | 10                           | 6                            | 7                            | 4                            |
| 11                           | Wit-Rusland                  | 3                            | 5                            | 7                            | 9                            | 8                            | 4                            | 13                           | 8                            | 3                            |
| 12                           | Rusland                      | 1                            | 4                            | 4                            | 2                            | 1                            | 1                            | 3                            | 2                            | 10                           |
| 13                           | Denemarken                   |                              |                              |                              |                              |                              |                              |                              |                              |                              |
| 14                           | Albanië                      | 14                           | 8                            | 8                            | 11                           | 14                           | 12                           | 12                           | 14                           |                              |
| 15                           | Roemenië                     | 8                            | 11                           | 6                            | 8                            | 2                            | 6                            | 7                            | 5                            | 6                            |
| 16                           | Georgië                      | 7                            | 6                            | 5                            | 7                            | 12                           | 7                            | 8                            | 6                            | 5                            |

#### Finale
Punten gegeven door Denemarken in de finale:
| Punten    | Land      |
| --------- | --------- |
| 12 punten | Zweden    |
| 10 punten | Rusland   |
| 8 punten  | Australië |
| 7 punten  | België    |
| 6 punten  | Estland   |
| 5 punten  | Italië    |
| 4 punten  | Letland   |
| 3 punten  | Noorwegen |
| 2 punten  | Roemenië  |
| 1 punt    | Litouwen  |

| Uitsplitsing jury/televoting | Uitsplitsing jury/televoting | Uitsplitsing jury/televoting | Uitsplitsing jury/televoting | Uitsplitsing jury/televoting | Uitsplitsing jury/televoting | Uitsplitsing jury/televoting | Uitsplitsing jury/televoting | Uitsplitsing jury/televoting | Uitsplitsing jury/televoting | Uitsplitsing jury/televoting |
| Volgorde                     | Land                         | S. Poppe                     | M. Skeel                     | A. David                     | L. Feder                     | T. Rosanes                   | Juryranking                  | Televoting                   | Eindranking                  | Punten                       |
| ---------------------------- | ---------------------------- | ---------------------------- | ---------------------------- | ---------------------------- | ---------------------------- | ---------------------------- | ---------------------------- | ---------------------------- | ---------------------------- | ---------------------------- |
| 01                           | Slovenië                     | 18                           | 24                           | 12                           | 13                           | 12                           | 18                           | 14                           | 16                           |                              |
| 02                           | Frankrijk                    | 25                           | 25                           | 22                           | 27                           | 16                           | 25                           | 27                           | 26                           |                              |
| 03                           | Israël                       | 23                           | 23                           | 21                           | 17                           | 13                           | 21                           | 8                            | 13                           |                              |
| 04                           | Estland                      | 8                            | 3                            | 9                            | 9                            | 4                            | 5                            | 7                            | 5                            | 6                            |
| 05                           | Verenigd Koninkrijk          | 27                           | 20                           | 26                           | 18                           | 20                           | 23                           | 15                           | 20                           |                              |
| 06                           | Armenië                      | 26                           | 27                           | 23                           | 26                           | 27                           | 27                           | 26                           | 27                           |                              |
| 07                           | Litouwen                     | 13                           | 17                           | 6                            | 14                           | 6                            | 9                            | 13                           | 10                           | 1                            |
| 08                           | Servië                       | 24                           | 14                           | 27                           | 25                           | 23                           | 24                           | 9                            | 17                           |                              |
| 09                           | Noorwegen                    | 16                           | 13                           | 8                            | 6                            | 15                           | 10                           | 6                            | 8                            | 3                            |
| 10                           | Zweden                       | 4                            | 2                            | 5                            | 1                            | 2                            | 2                            | 1                            | 1                            | 12                           |
| 11                           | Cyprus                       | 6                            | 11                           | 15                           | 8                            | 25                           | 11                           | 17                           | 12                           |                              |
| 12                           | Australië                    | 2                            | 10                           | 4                            | 4                            | 5                            | 3                            | 2                            | 3                            | 8                            |
| 13                           | België                       | 17                           | 16                           | 1                            | 5                            | 3                            | 6                            | 4                            | 4                            | 7                            |
| 14                           | Oostenrijk                   | 12                           | 12                           | 16                           | 7                            | 19                           | 12                           | 19                           | 15                           |                              |
| 15                           | Griekenland                  | 11                           | 15                           | 17                           | 12                           | 18                           | 15                           | 25                           | 21                           |                              |
| 16                           | Montenegro                   | 7                            | 9                            | 25                           | 16                           | 11                           | 13                           | 23                           | 19                           |                              |
| 17                           | Duitsland                    | 10                           | 18                           | 13                           | 19                           | 17                           | 16                           | 12                           | 11                           |                              |
| 18                           | Polen                        | 20                           | 22                           | 14                           | 22                           | 24                           | 22                           | 22                           | 24                           |                              |
| 19                           | Letland                      | 3                            | 7                            | 2                            | 11                           | 7                            | 4                            | 10                           | 7                            | 4                            |
| 20                           | Roemenië                     | 5                            | 5                            | 11                           | 15                           | 8                            | 7                            | 11                           | 9                            | 2                            |
| 21                           | Spanje                       | 15                           | 4                            | 18                           | 23                           | 9                            | 14                           | 16                           | 14                           |                              |
| 22                           | Hongarije                    | 9                            | 21                           | 24                           | 10                           | 14                           | 17                           | 18                           | 18                           |                              |
| 23                           | Georgië                      | 19                           | 19                           | 7                            | 20                           | 21                           | 20                           | 21                           | 22                           |                              |
| 24                           | Azerbeidzjan                 | 14                           | 6                            | 19                           | 21                           | 22                           | 19                           | 24                           | 23                           |                              |
| 25                           | Rusland                      | 1                            | 1                            | 3                            | 2                            | 1                            | 1                            | 3                            | 2                            | 10                           |
| 26                           | Albanië                      | 22                           | 26                           | 20                           | 24                           | 26                           | 26                           | 20                           | 25                           |                              |
| 27                           | Italië                       | 21                           | 8                            | 10                           | 3                            | 10                           | 8                            | 5                            | 6                            | 5                            |

1957 · 1958 · 1959 · 1960 · 1961 · 1962 · 1963 · 1964 · 1965 · 1966 · 1967-1977 · 1978 · 1979 · 1980 · 1981 · 1982 · 1983 · 1984 · 1985 · 1986 · 1987 · 1988 · 1989 · 1990 · 1991 · 1992 · 1993 · 1994 · 1995 · 1996 · 1997 · 1998 · 1999 · 2000 · 2001 · 2002 · 2003 · 2004 · 2005 · 2006 · 2007 · 2008 · 2009 · 2010 · 2011 · 2012 · 2013 · 2014 · 2015 · 2016 · 2017 · 2018 · 2019 · 2020 · 2021 · 2022 · 2023 · 2024 · 2025
Albanië · Armenië · Australië · Azerbeidzjan · België · Cyprus · Denemarken · Duitsland · Estland · Finland · Frankrijk · Georgië · Griekenland · Hongarije · Ierland · IJsland · Israël · Italië · Letland · Litouwen · Macedonië · Malta · Moldavië · Montenegro · Nederland · Noorwegen · Oostenrijk · Polen · Portugal · Roemenië · Rusland · San Marino · Servië · Slovenië · Spanje · Tsjechië · Verenigd Koninkrijk · Wit-Rusland · Zweden · Zwitserland